# Nyctemera paradelpha
Nyctemera paradelpha là một loài bướm đêm thuộc phân họ Arctiinae, họ Erebidae.